# Irina Alexandrowna Gerassimjonok
Irina Alexandrowna Gerassimjonok (russisch Ирина Александровна Герасимёнок; * 6. Oktober 1970 in Moskau, Russische SFSR) ist eine ehemalige russische Sportschützin.

## Erfolge
Irina Gerassimjonok, die für ZSKA Moskau startete, nahm an den Olympischen Spielen 1996 in Atlanta im Dreistellungskampf mit dem Kleinkalibergewehr teil. Als Dritte der Qualifikation mit 585 Punkten zog sie ins Finale ein, in dem sie 95,1 Punkte erzielte und mit insgesamt 680,1 Punkten den zweiten Platz hinter Aleksandra Ivošev belegte. 1994 in Mailand und 1998 in Barcelona wurde Gerassimjonok mit der Kleinkaliber-Mannschaft im liegenden Anschlag Weltmeisterin. Zudem gewann sie 1994 in den Mannschaftskonkurrenzen des Dreistellungskampfes und mit dem Luftgewehr Silber sowie im Einzel des Dreistellungskampfes Bronze.
Ihr Vater Aleksandrs Gerasimjonoks war ebenfalls olympischer Sportschütze.